# فرانك أوسبورن
فرانك أوسبورن (بالإنجليزية: Frank Osborne)‏ (14 أكتوبر 1896 في جنوب أفريقيا - 7 مارس 1988 في المملكة المتحدة) هو مدرب كرة قدم ولاعب كرة قدم جنوب أفريقي في مركز الهجوم. شارك مع منتخب إنجلترا لكرة القدم. أما مع النوادي، فقد لعب مع توتنهام هوتسبير ونادي ساوثهامبتون ونادي فولهام ونادي بروملي.

## وصلات خارجية
- فرانك أوسبورن على موقع قاعدة بيانات كرة القدم.إي يو (الإنجليزية)
- فرانك أوسبورن على موقع ناشيونال فوتبول تيمز (الإنجليزية)
- فرانك أوسبورن على موقع Soccerbase.com (مدرب) (الإنجليزية)